# Lijst van presidenten van Kroatië
Dit is een lijst van presidenten van Kroatië.

## Presidenten van Kroatië (1990-heden)
| Nr. | President | President                              | Ambtstermijn     | Ambtstermijn     |
| --- | --------- | -------------------------------------- | ---------------- | ---------------- |
| 1   |           | Franjo Tuđman (1922-1999)              | 30 mei 1990      | 10 december 1999 |
| -   |           | Vlatko Pavletić (1930-2007) waarnemend | 26 november 1999 | 2 februari 2000  |
| -   |           | Zlatko Tomčić (1945) waarnemend        | 2 februari 2000  | 18 februari 2000 |
| 2   |           | Stjepan Mesić (1934)                   | 19 februari 2000 | 18 februari 2010 |
| 3   |           | Ivo Josipović (1957)                   | 19 februari 2010 | 18 februari 2015 |
| 4   |           | Kolinda Grabar-Kitarović (1968)        | 19 februari 2015 | 18 februari 2020 |
| 5   |           | Zoran Milanović (1966)                 | 19 februari 2020 | heden            |